# ゼニット (カメラ)

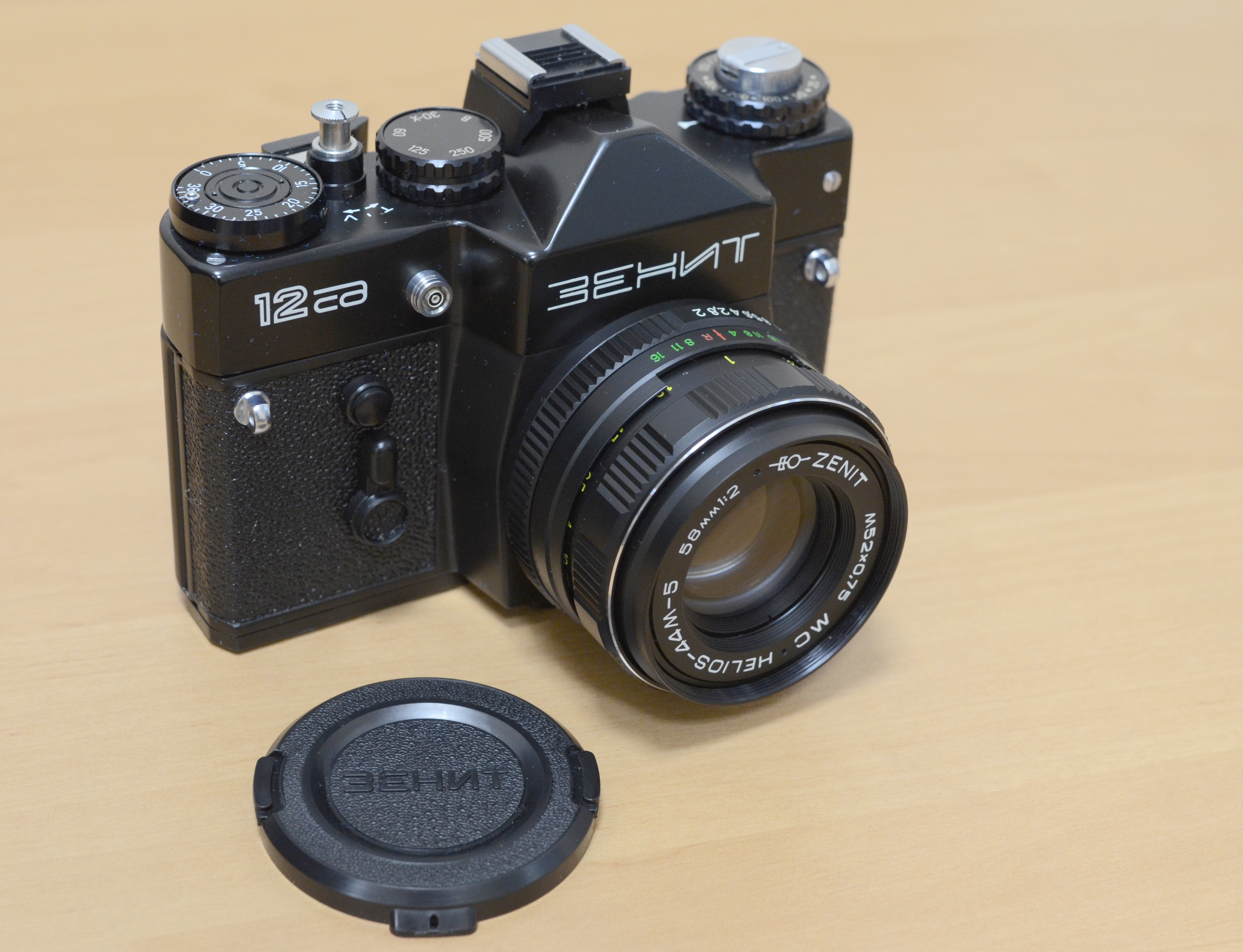
ゼニット-12SD （XP）

ゼニット（ロシア語: Зени́т、ラテン文字転写: Zenit）とは、ロシア（旧ソ連）のカメラブランドである。1952年からはモスクワ近郊のクラスノゴルスクに所在するKMZ、1970年代からはベラルーシのBelOMOが製造していた。1960年代から1970年代にかけてMashpriborintorgにより74カ国に輸出された。
現在はKMZの後身であるKrasnogorsky Zavod社がブランドを保有している。

## 歴史

### 黎明期

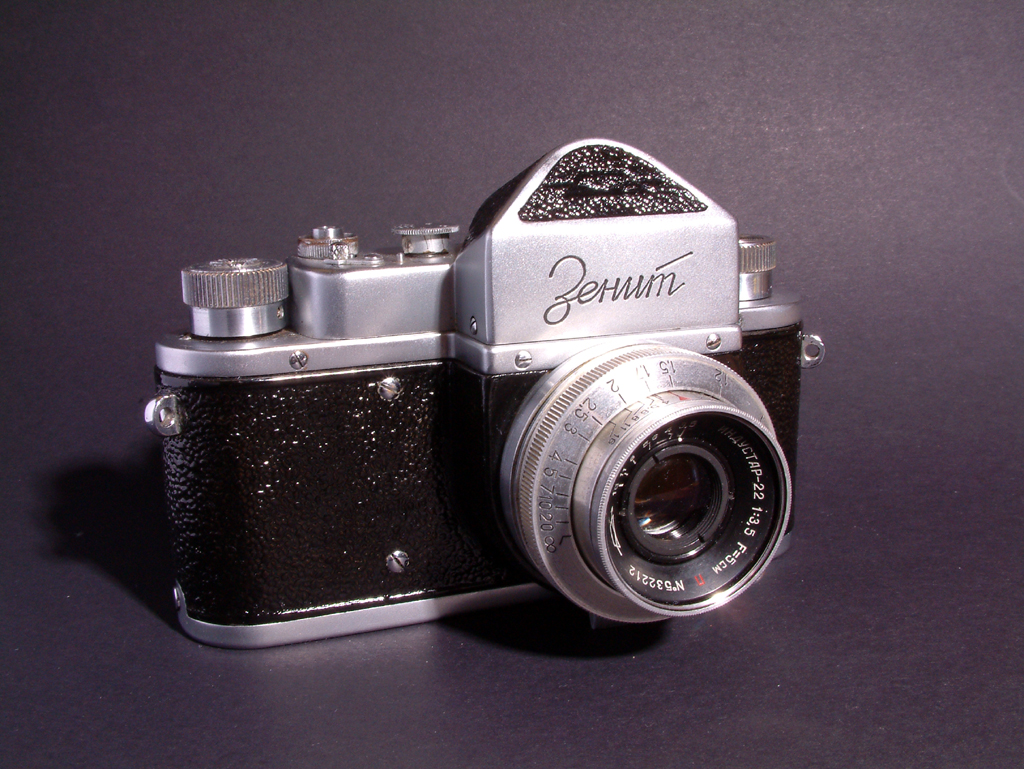
初代ゼニット（1952年）

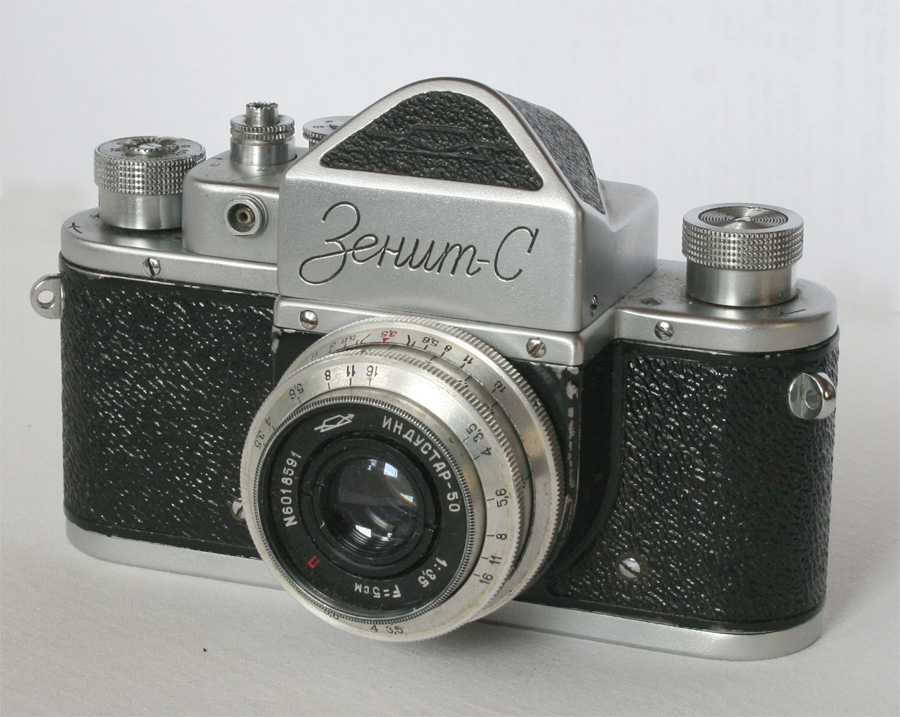
ゼニット-S（シンクロのS）1955年

初代ゼニットは、レンジファインダーカメラのZorki（ライカII型のコピー）をベースにした一眼レフカメラであるが、Zorkiを一眼レフに改造するにあたっては、軍艦部からレンジファインダー一式を取り外して代わりにフォーカシングスクリーンとプリズムを設置し、その下に手動レバー操作式のミラーを追加し、M39ねじ込みマウントを径・ピッチをそのままにフランジバックを延長してミラーの作動空間を確保するという、最も簡単な方法を採用した。
ゼニット-Sでは、ゼニットではレバー式であったミラーのセッティング機構をプーリー仕掛けに置き換えた。
最初の数年間（1967年のゼニット-Eまで）は、ゼニットシリーズの開発はZorkiシリーズの開発と同時に行われた。ゼニット-Sは外部フラッシュユニット用のPCシンクロ接点を有する点でZorki-Sとほぼ同等であり、ゼニット-3Mに対してはZorki-6がレンジファインダー版の兄弟機として存在した。

### ゼニット-Eとその後継機種

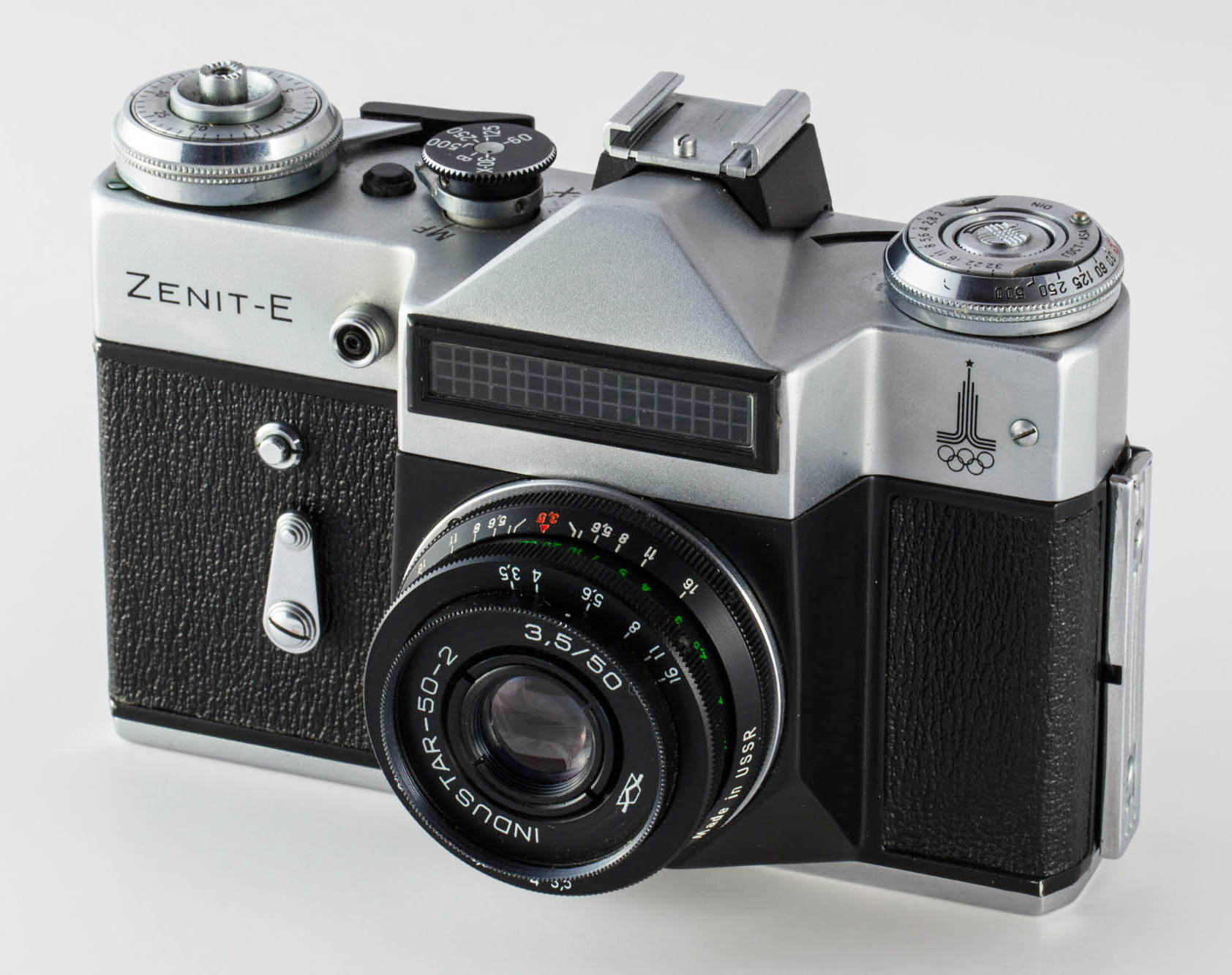
インダスター50-2 50/3.5レンズ付きゼニット-E（セレン露出計モデル）

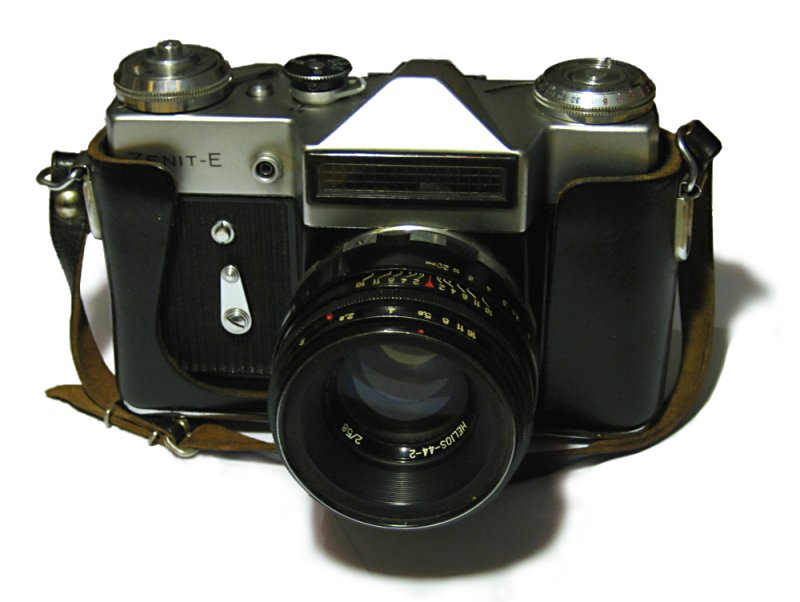
ヘリオス44-2レンズを装着したゼニット-E（1971年製）

1967年から1969年にかけて、KMZは自動ダイキャスト成形ラインを構築し、カメラの量産を可能にした。M39からマウントをM42（プラクチカマウント）に切り替え、クイックリターンミラーも開発された。その結果、同社のカメラで最も有名なゼニット-Eシリーズが誕生した。
ゼニット-Eは、単体でも一説によれば300万台、バリエーションも含めれば1200万台以上が生産された。
ゼニットは、極めて重く頑丈であったために「防爆カメラ」という渾名が付き、また極めてシンプルな機構であったために「何もないから壊れようがない」と評価された。「ゼニット-EM」が登場するまで自動絞り機能もなかったが、同機種ではシャッターボタンと絞り機構を直接連結する機構を採用したことで、シャッターボタンが非常に重くなってしまった。
ゼニット-Eとゼニット-BはM39とM42の両方のマウントを生産していたが、その後のモデルはM42モデルのみを生産し、さらに最後期モデルはペンタックスKマウントを採用した。
20世紀の終わりには、ゼニット-Eの負の遺産がより現代的なカメラを開発するにあたって障害となった。すなわち、新型の412DX以前のほとんど全てのエントリーモデルにおいて、粗雑であっても手頃であればカメラがないよりもましであるという理念に基づき、ゼニット-Eのダイキャストシャシーがベースとなっていたためである。ゼニット-Eシリーズに対し施された主要な改良は以下のとおりである。
- 自動絞りの導入（ゼニット-EM）
- 独立式セレン露出計に代えてTTL測光の採用
- ペンタックスKマウントの採用（ゼニット-122K）
- 手動ISOスイッチを排し、DXコードを導入（ゼニット-412DX）

ゼニット-Eには1980年モスクワオリンピック記念モデルもある。

### 高級カメラの試み

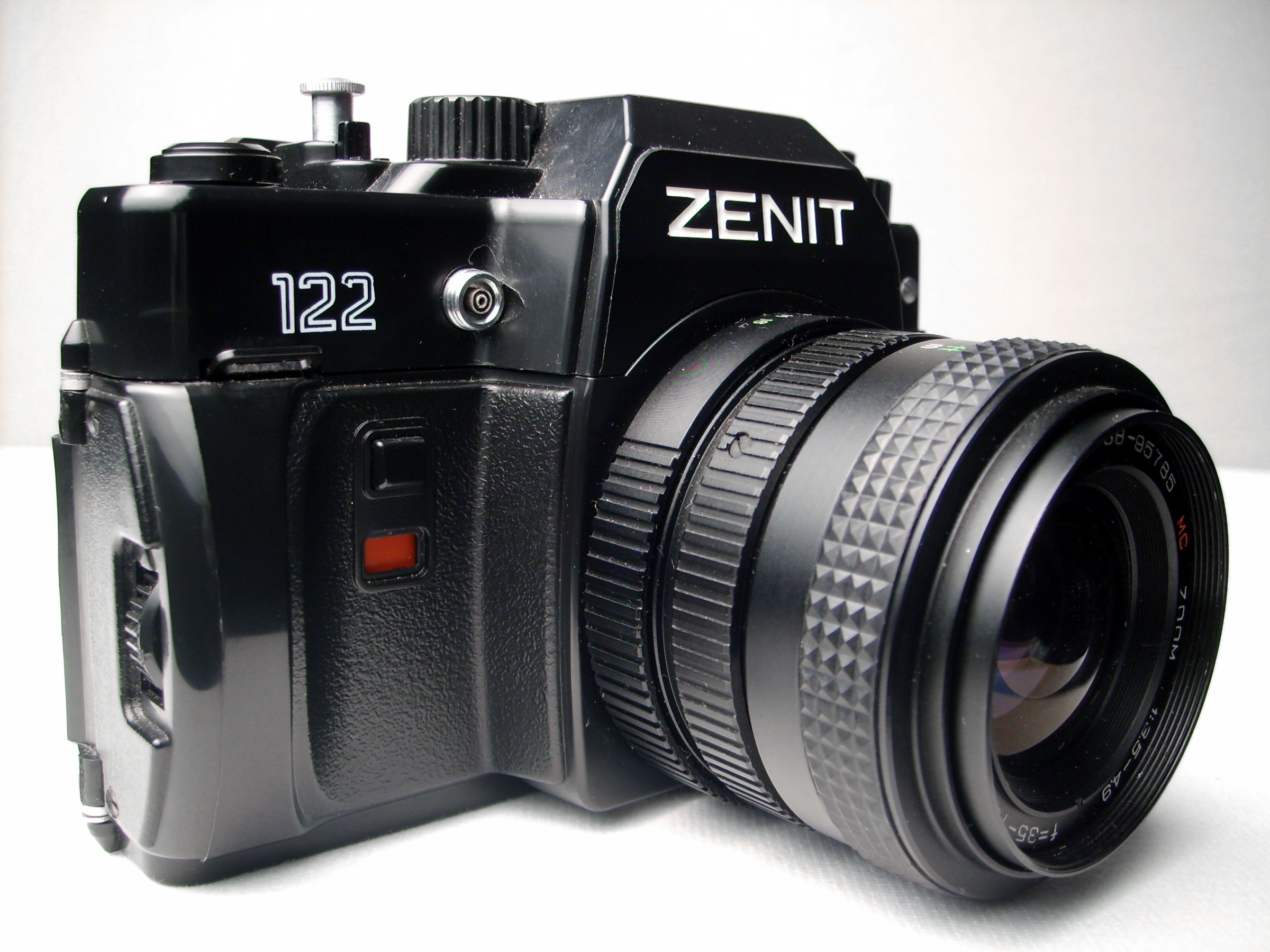
ゼニット-122

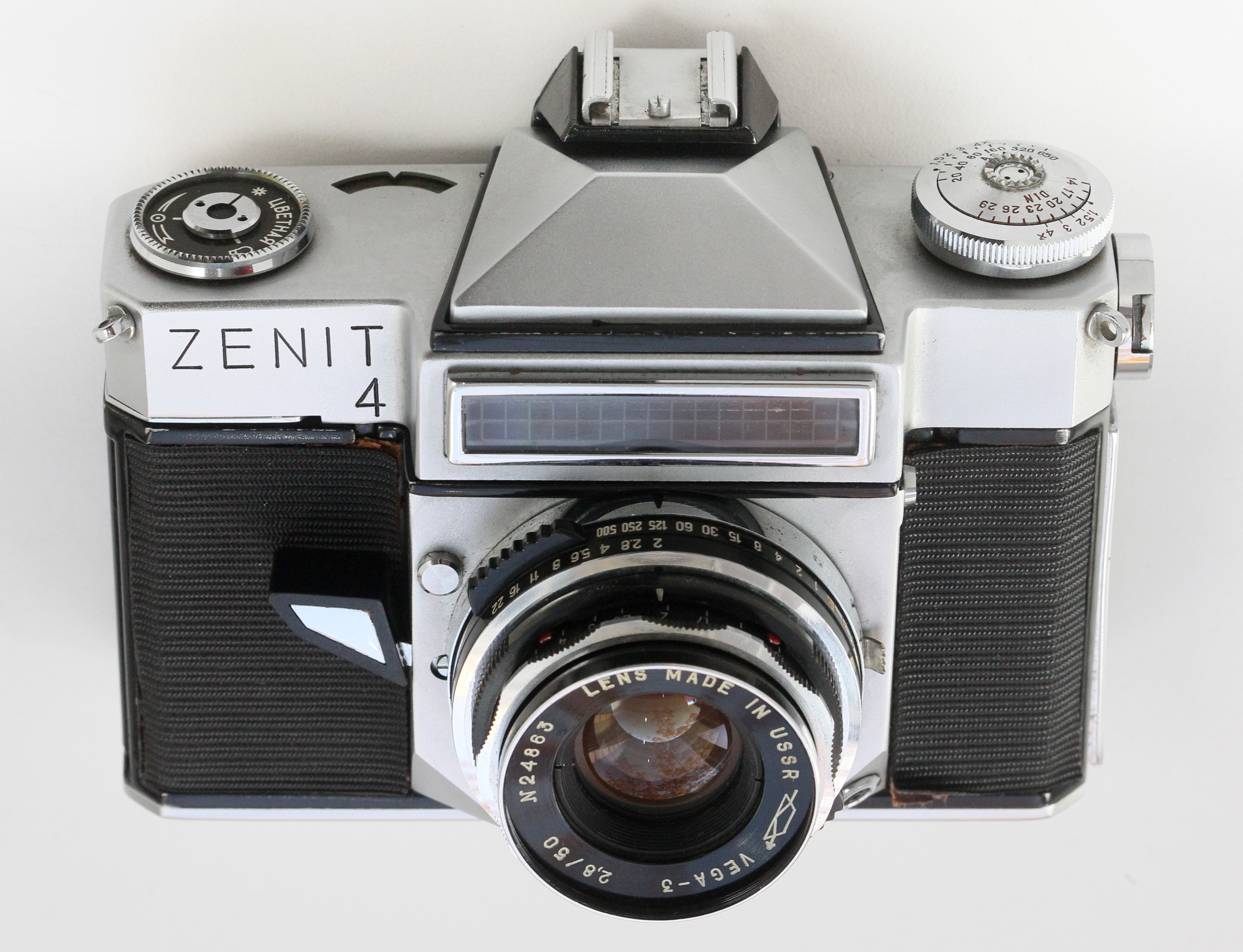
リーフシャッター仕様のゼニット-4

1958年、KMZはプロ用の高級カメラを製造しようと試み、START（ロシア語: СТАРТ）を開発した。このカメラは、1秒から1/1000秒までのフルセットのシャッター速度、自動絞り式の専用スピゴットマウントのレンズ、さらにはフィルムの未露光部分をカメラ内でカットするための内蔵ナイフまで備えていた。ペンタプリズムとウエストレベルファインダーが選択可能であった。ただし、専用マウントを採用してしまったためにヘリオス-44 58mm f2の1本しか使えず、このことが重大な欠点となった。
ツァイス・イコンが開発した1950年代半ばののコンタフレックスとその後継機であるベッサマチック、レチナ、パクセッテ・レフレックスの成功を受けて、ゼニットは、1964年にゼニット-4を、その後似た機構のゼニット-5およびゼニット-6を開発した。これらはVoigtländer Bessamaticに似たマウントを採用し、Compurに似たレンズシャッターを備えていた。先進的ではあったが、究極のシンプルさを追求した従来のゼニットの設計と比べて耐久性が低く、また製造コストが高くなってしまい、KMZのこの選択は誤っていたことが明らかになった。ただし、ゼニット-5はソ連初のモータードライブ一眼レフカメラとなり、またゼニット-6にはソ連初のズームレンズ（Voigtländer Zoomarを基にしたRUBIN-1 37-80mm F2.8）が採用されるなど技術の進歩は見られた。
その後、全く新しい布幕シャッターを採用した高級カメラの開発がさらに2度試みられた。ゼニット-7（1968年）とゼニット-D（1969年）である。ゼニットDは自動露出モードを採用し、1/125秒でのシンクロを達成した。それぞれ独自のバヨネットマウント（それぞれ「マウント7」と「マウントD」）を採用し、最先端の機能を利用できた。各焦点距離のレンズをフルラインでカバーする計画もあったが、新しいシャッターは複雑で信頼性に欠けていたため中止となり、標準レンズのみが生産された。START、ゼニット-7、ゼニット-Dはヘリオス44 2/58と同じ標準レンズを採用した。ゼニットDはゼニットの中でも最も希少なカメラの一つで、63台しか製造されなかった。その後ゼニット16がごく少量生産されたが不調に終わり、1979年にゼニット19の生産が開始された。ゼニット19は、オリジナルの電子式フォーカルプレーンシャッター、M42マウント、1秒から1/1000秒のシャッター速度、1/60または1/125でのシンクロ（生産期間中に変更された）を備えていた。露出モードはマニュアルのみ（TTL露出計を備え、ファインダー内の指針で適正露出が表示された）であった。ゼニット19は、おそらくソ連製のM42マウントカメラの最高級機種であった。

### ペンタックスKマウントカメラ
1984年には、ペンタックスがオープンな標準規格として提案したペンタックスKマウントと、絞り優先の横走り布幕フォーカルプレーンシャッターを備えたゼニット・オートマットが生産され、1988年に縦走り金属幕シャッターFZL-84を使用するように改造されてゼニットAMとなった。セルフタイマーを持たないAMの廉価版としてゼニットAM 2も生産された。
次に開発されたゼニット-APKでは、絞り優先モードに加えてマニュアル露出モードが導入され、オリジナルのFZL-84シャッターもコパルスクエアのライセンス生産品に変更された。
最新モデルは2001年に発売されたゼニット-KMで、ゼニット・オートマットに続くゼニットシリーズとしては2機種目のマイコン制御カメラであり、またKMZが製造した2機種目モータードライブ一眼レフカメラであった。シャッター速度は1/2000秒-1秒（オートモードでは16秒まで）、シンクロは1/125秒で、マニュアル露出モードおよび絞り優先モードとISO50から3200までのDXコードに対応している。2004年にはゼニット-KMプラスと改名された。
2005年には年クラスノゴルスク工場での一眼レフカメラの生産が中止され、ゼニット-KMプラスはゼニットの最後のカメラとなった。

### キットレンズ
初代ゼニットには、4枚玉 Zeiss Tessar 3.5/50 のコピーである「Industar」レンズが付属していた。初期のアルミ鏡筒型はレンズにはっきりとした色で光学コーティングが施されていたが、その後に大量生産された黒鏡筒版は、コーティングが部分的にしかないかまたは全くなかった。解像度は高かったが、コーティングのされていないレンズによくあるソフトな像を呈した。絞りリングがフォーカスリングの内側に位置しているため、絞り開放でフォーカスを合わせた後に絞り込むということはできなかったし、絞りの変更によってフォーカスシフトも発生した。インダスターの特長は、非常にコンパクトなパンケーキレンズであることである。可能な限り最も単純な筐体構造でもってシャープなテッサータイプのレンズを作ることを目的に作られており、1945年以降の技術的進歩は全て切り捨てられた。
ゼニット用レンズとして著名なのは、戦前のZeiss Biotar（米国特許第1,786,916号（W.Merté、1930年））をコピーした6枚玉の58mm F2.0「ヘリオス」である。
他に、3群4枚（2枚目と極厚の3枚目が張り合わされた構造）のTair銘のレンズが様々な焦点距離で製造された。

## 製品一覧

### 初期の製品
ボトムプレート式製品（バルナックライカ・コピー派生）
- ゼニット-（1953–56）
- ゼニット-S （SはフラッシュシンクロのSyncの意。1955–61）
- ゼニット-3 （1960–62）

背面ヒンジ式製品
- Kristall/Crystal （1961–62）
- ゼニット-3M （Kristall改、1962–70）

### ゼニット-4シリーズ
- ゼニット-4
- ゼニット-5
- ゼニット-6

### ゼニット-DKLマウント （バヨネット-C、ロシア語:Байонет Ц、デッケルマウントコピー）レンズ
- Mir-1Ц 37mm f2.8
- Vega-3 50mm f2.8
- Helios-65Ц 52mm f2.8
- Jupiter-25Ц 85mm f2.8
- Tair-38Ц 133mm f2.8
- Rubin-1Ц 37-80mm f2.8

### ゼニット-Eシリーズ

#### セレン露出計付き

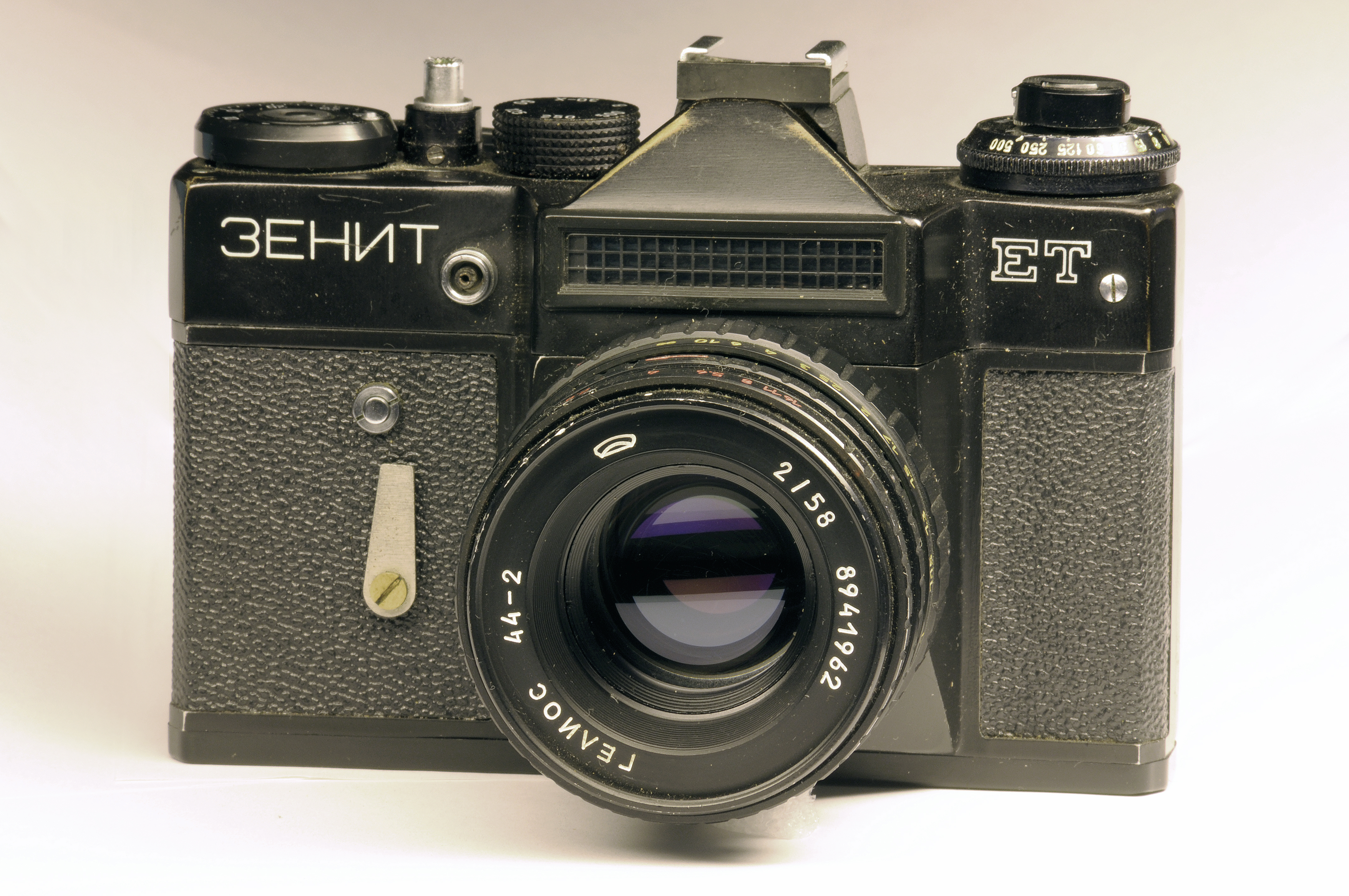
ヘリオス44-2付きゼニット-ET

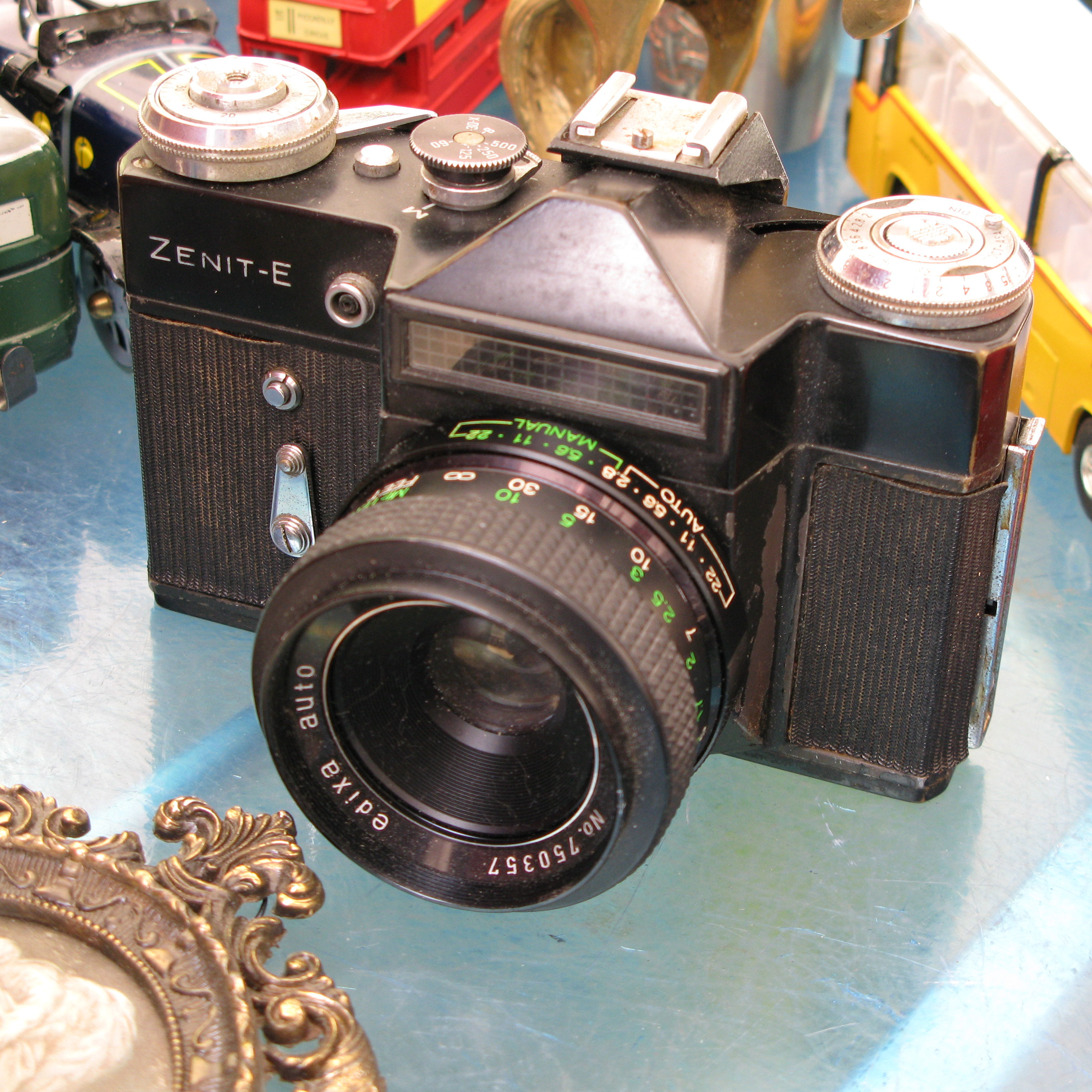
ゼニット-E

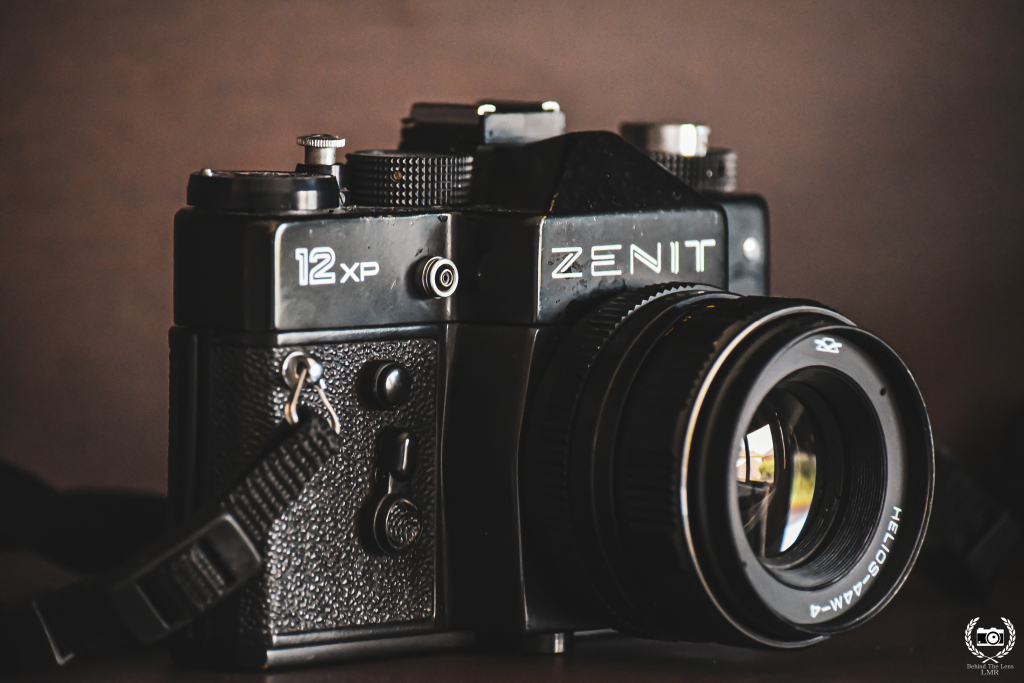
ゼニット-12xp

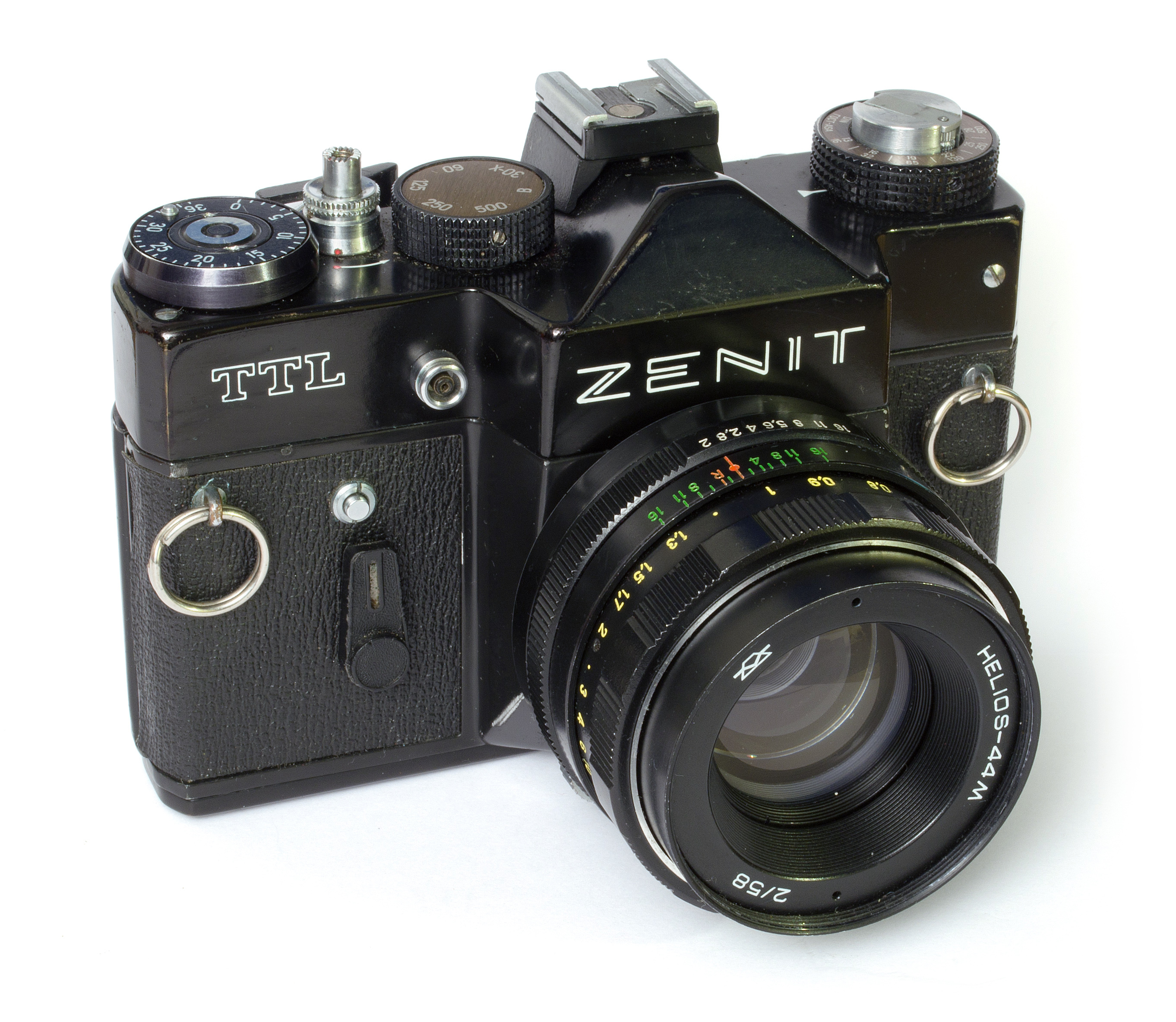
ゼニット-TTL

- ゼニット-E
- ゼニット-EM（1972-1984）
- ゼニット-ET
- ゼニット-10
- ゼニット-11

#### 露出計なし
- ゼニット-V、別名ゼニット-B （ゼニット-Eの露出計なしモデル）
- ゼニット-VM、別名ゼニット-BM （ゼニット-EMの露出計なしモデル）

### TTL測光M42マウントカメラ
- ゼニット-TTL
- ゼニット-12
- ゼニット-12xp、ゼニット-12sd
- ゼニット-122

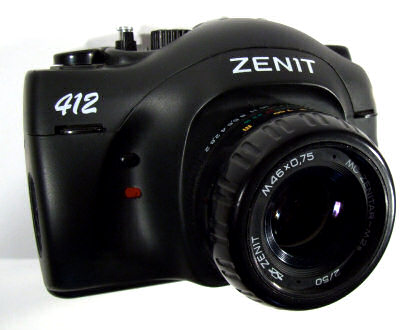
ゼニット-412（最終モデルのひとつ）

- ゼニット-122V、別名ゼニット-122B
- ゼニット-312m
- ゼニット-412DX
- ゼニット-412LS

### TTL測光ペンタックスKマウントカメラ
- ゼニット-122K
- ゼニット-212K

### 特殊マウントのカメラ
- START
- ゼニット-7
- ゼニット-D

### M42マウント半自動カメラ
- ゼニット-16
- ゼニット-19
- ゼニット-18
- ゼニット-MT-1 Surprise （ゼニット-19のハーフ判バージョン）

### ゼニット-Axシリーズ（ペンタックスKマウント）

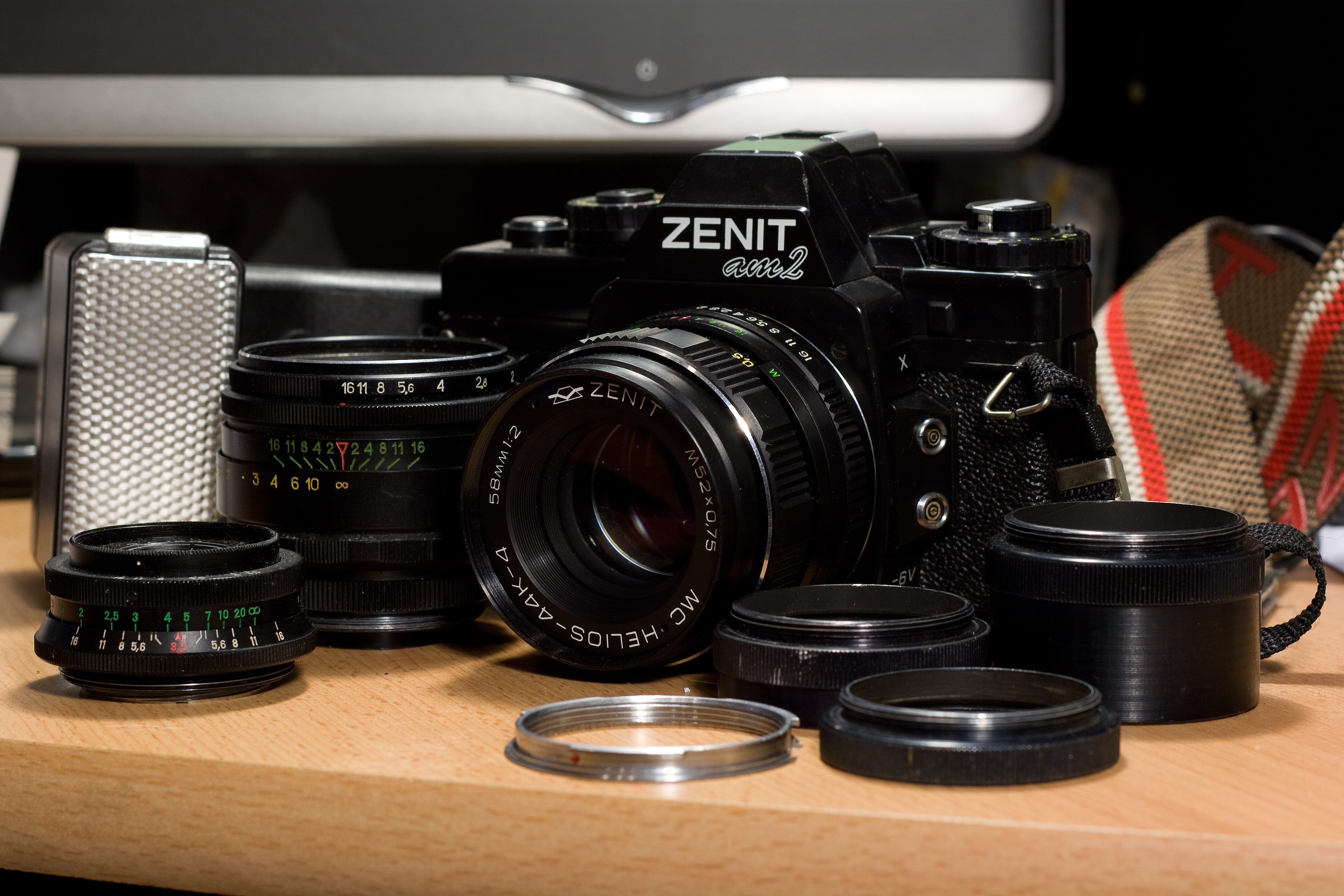
ゼニット-AM-2とアクセサリー

- ゼニット-Automat、別名ゼニット-Auto
- ゼニット-AM
- ゼニット-AM2
- ゼニット-APM
- ゼニット-APK
- ゼニット-KM
- ゼニット-KM plus
- ゼニット-14

### ゼニット-DFシリーズ（Seagull製ミノルタ/ロッコールマウントカメラ）
- ゼニット-DF-2（Seagull DF-2同等）
- ゼニット-DF-2ETM（Seagull DF-2ETM同等）
- ゼニット-DF-300（Seagull DF-300同等）
- ゼニット-DF-300x（Seagull DF-300x2同等）

出典はこちら

### フォトスナイパー

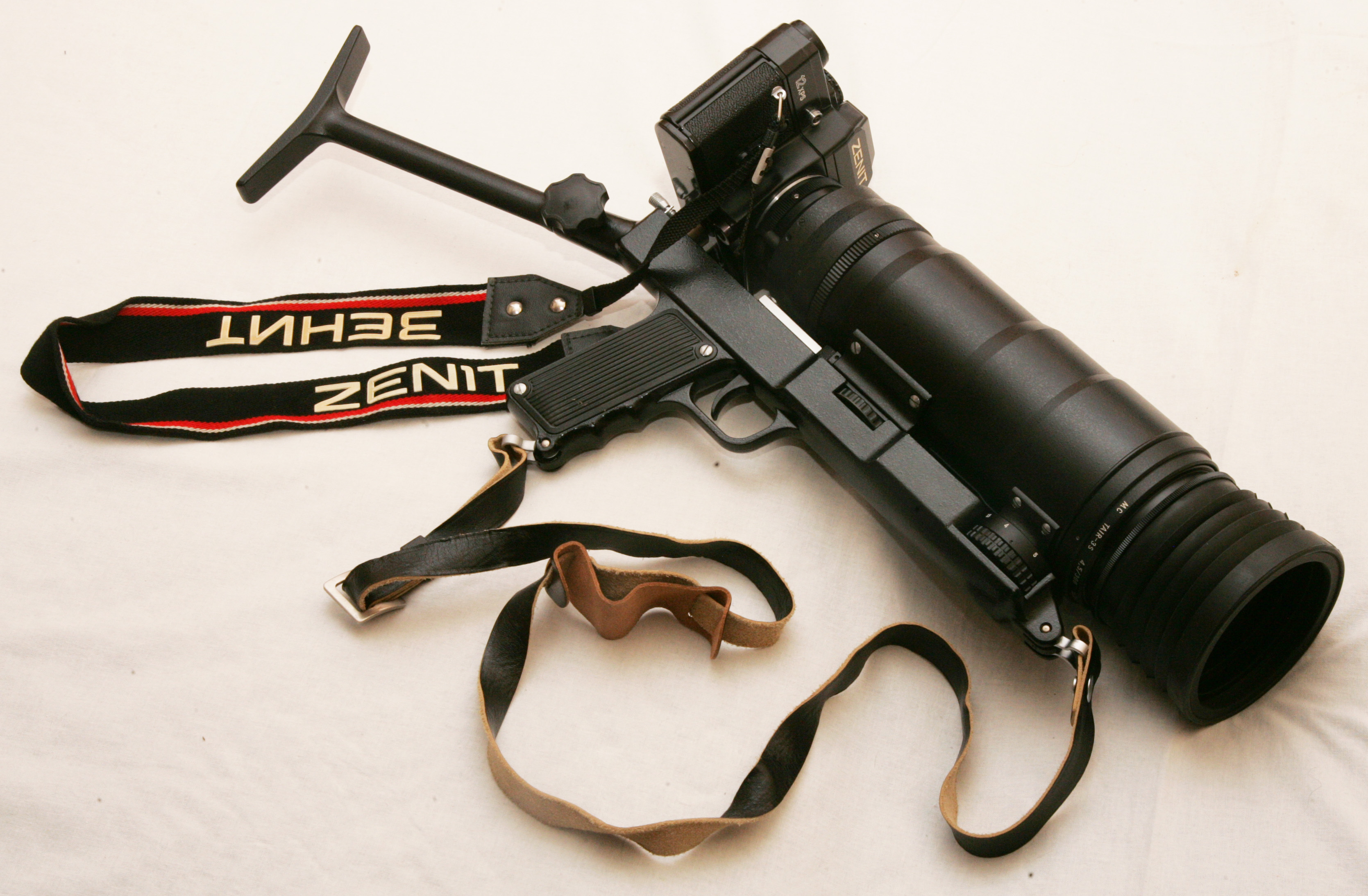
フォトスナイパー

ゼニットのカメラ製品の中で最も奇特なものがフォトスナイパーであり、超望遠の300mm f4.5 Tair-3レンズを安定して使用するため、ゼニットのカメラに小銃のようなピストルグリップと銃床を装着したものである。
カタログモデル
- FS-2    （FED RFベース）
- FS-3    （ゼニット-Eベース）
- FS-12   （ゼニット-12、ゼニット-TTLベース）
- FS-12-3 （ゼニット-12xpベース）
- FS-122  （ゼニット-122ベース）
- FS-412  （ゼニット-412DXベース）

少量生産品または試作品
- FS-4
- FS-4M
- FS-5

### L39マウントレンズ
- RUSSAR MR-2 20mm f3.5 - 対称型の光学系を有する超広角レンズ。距離計とは連動せずピントは目測。歪曲収差の少なさが特長。フィルムカメラでは周辺光量落ちが少なくなるように設計されているが、デジタルカメラで使用するとマイクロレンズのオフセットの問題などから周辺光量が大きく落ちる（トンネル効果）。設計者はミハイル・ミハイロヴィチ・ルシノフであり、MRとはその名の頭文字である。ロモグラフィーの協力のもと2015年に復刻版が発売された[5]。

### デジタルカメラ
2018年のフォトキナにおいて、2019年にMマウント用のカメラとレンズの生産再開が発表された。

#### ゼニット-M
ライカカメラ社の協力の下、2016年から検討が開始され、ライカM typ 240 35mmフルサイズカメラをベースに開発されたレンジファインダーデジタルカメラである。ゼニット-M 35mm F/1.0レンズとの組み合わせで限定販売された。限定500セットであり、内訳はブラック50台、シルバー450台である。ファームウェアはロシア製で、シャシーはクラスノゴルスクで製造されている。
M typ 240からの変更点は、角張った外観形状への変更と独自の外装・刻印等およびライカ純正レンズを判別する6bitコードセンサーの省略などである。

#### ゼニター-M
2019年3月頃に発売されたMマウントレンズ群で、21mm F2.8と50mm F1.0がある。

### 引き伸ばし機
ゼニットは、UPA-5やUPA-6等の引き伸ばし機各種も製造していた。UPA-5はスーツケース大に折りたたみできるポータブルモデルであった。UPA-6はカラー写真の印画に使用できる洗練されたモデルであった。